# Jan Peter Balkenende
Jan Peter Balkenende (* 7. května 1956, Biezelinge, Nizozemsko) je nizozemský politik, od července 2002 do října 2010 předseda čtyř vlád a současně šéf Rady ministrů Nizozemského království. Zastává post předsedy politické strany Křesťansko-demokratické výzvy. Ve druhé polovině roku 2004 v rámci nizozemského předsednictví EU byl předsedou Evropské rady.
20. února 2010 se nizozemská koaliční vláda rozpadla kvůli sporům o prodloužení nizozemské vojenské mise v Afghánistánu. Balkende oznámil, že chce znovu kandidovat za Křesťansko demokratickou výzvu (CDA) v předčasných volbách Dolní Komory (Tweede Kamer) nizozemské poslanecké sněmovny.

## Osobní život

### Mládí
Jan Peter Balkenende, oficiálně Jan Pieter Balkenende, se narodil 7. května 1956 ve vesnici Biezelinge poblíž města Kapelle v Nizozemsku. Jeho otec Jan Pieter byl obchodníkem s obilkou a matka Thona Johanna Sandee učitelka. Je ženatý s Biancou Hoogendijkovou, se kterou mají dceru Amelii. Rodina žije v Capelle aan den IJssel. Je členem kalvinistické protestantské církve.

### Vzdělání
V mládí navštěvoval protestantskou základní školu v Kapelle. Posléze studoval na středoškolském křesťanském Lyceu v Goes, kde odmaturoval v roce 1974. Roku 1980 absolvoval magisterský obor historie na Vrije Universiteit v Amsterdamu, v roce 1982 získal titul LL.M. v nizozemském právu a právní vědě a roku 1992 zakončil postgraduální studium právní vědy (Ph.D.).

## Politická kariéra

### Počátek
Nejdříve byl členem týmu ve vědeckém institutu Křesťansko-demokratické výzvy (Christen Democratisch Appèl; CDA). Stal se také členem rady města Amstelveen. V tomto období získal titul Ph.D. obhajobou práce "Regulace správy a sociální organizace" (Overheidsregelgeving en maatschappelijke organisaties), která byla silně ovlivněna myšlenkami komunitárního sociologa Amitaie Etzioniho. Následně byl jmenován mimořádným profesorem na Svobodné univerzitě v Amsterdamu.
Poprvé byl zvolen do dolní komory (druhé komory) Tweede Kamer bikamerálního parlamentu Staten-Generaal 19. května 1998 za CDA, která byla v té době opoziční stranou. Ve straně měl na starost finanční oblast a věnoval se také sociálním věcem, spravedlnosti a vnitřní politice země.
Předsedou parlamentní stranické frakce byl zvolen 1. října 2003 za odstupujícího pozdějšího generálního tajemníka NATO Jaap de Hoop Scheffera. 3. listopadu 2001 byl jmenován lídrem (lijsttrekker) strany do květnových parlamentních voleb 2002. Tyto volby se staly historickými, poté co byl v předvolební kampani zastřelen populista Pim Fortuyn a kampaň byla zrušena. Výsledek voleb obnovil dřívější pozice CDA jako nejsilnější strany v parlamentu.

### Předseda vlády
Balkenende sestavil a vedl čtyři nizozemské vlády.

#### První Balkenendova vláda

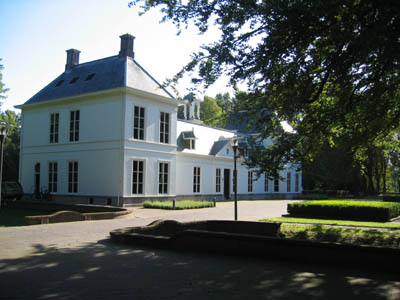
Catshuis, sídlo nizozemského premiéra

4. července 2002 nizozemská královna Beatrix požádala Balkenenda o sestavení vlády bezprostředně po rezignaci odstupujícího premiéra Wim Koka. Vznikla tak koaliční vláda, jejímž členem byla i strana zavražděného Fortuyna Lijst Pim Fortuyn (LPF), která procházela hlubokou krizí. To byl důvod, že vláda již po 86 dnech ve funkci padla. 

#### Druhá Balkenendova vláda
PV březnu 2004 se Balkenende setkal ve Washington, D.C.|Washingtonu s prezidentem George Walker Bush|Georgem Bushem.foto

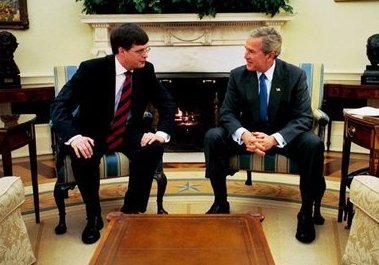
V březnu 2004 při schůzce ve Washingtonu s prezidentem Georgem Bushem

Po předčasných volbách v roce 2003 sestavil Balkenende druhou pravostředovou vládu a koaličními partnery se staly Lidová strana pro svobodu a demokracii (Volkspartij voor Vrijheid en Democratie ;VVD) a "strana intelektuálů" Demokraté 66 (Democraten 66; D66). Prioritami byly reformy veřejné správy, snížení kriminality, nepříjemná imigrační politika a historicky největší škrty ve veřejných výdajích. Po volbách do Evropského parlamentu 2004 si v něm CDA udržela pozici nejsilnější nizozemské strany. Následně ale klesla popularita vlády i strany. V roce 2006 se část členů CDA pokusila předsedu Balkenedeho nahradit Ceesem Veermanem, ale ten nabídku odmítl a podpořil stávajícího vůdce.
1. července 2004 se na šest měsíců stal v rámci nizozemského předsednictví EU, předsedou Evropské rady.

#### Třetí Balkenendova vláda

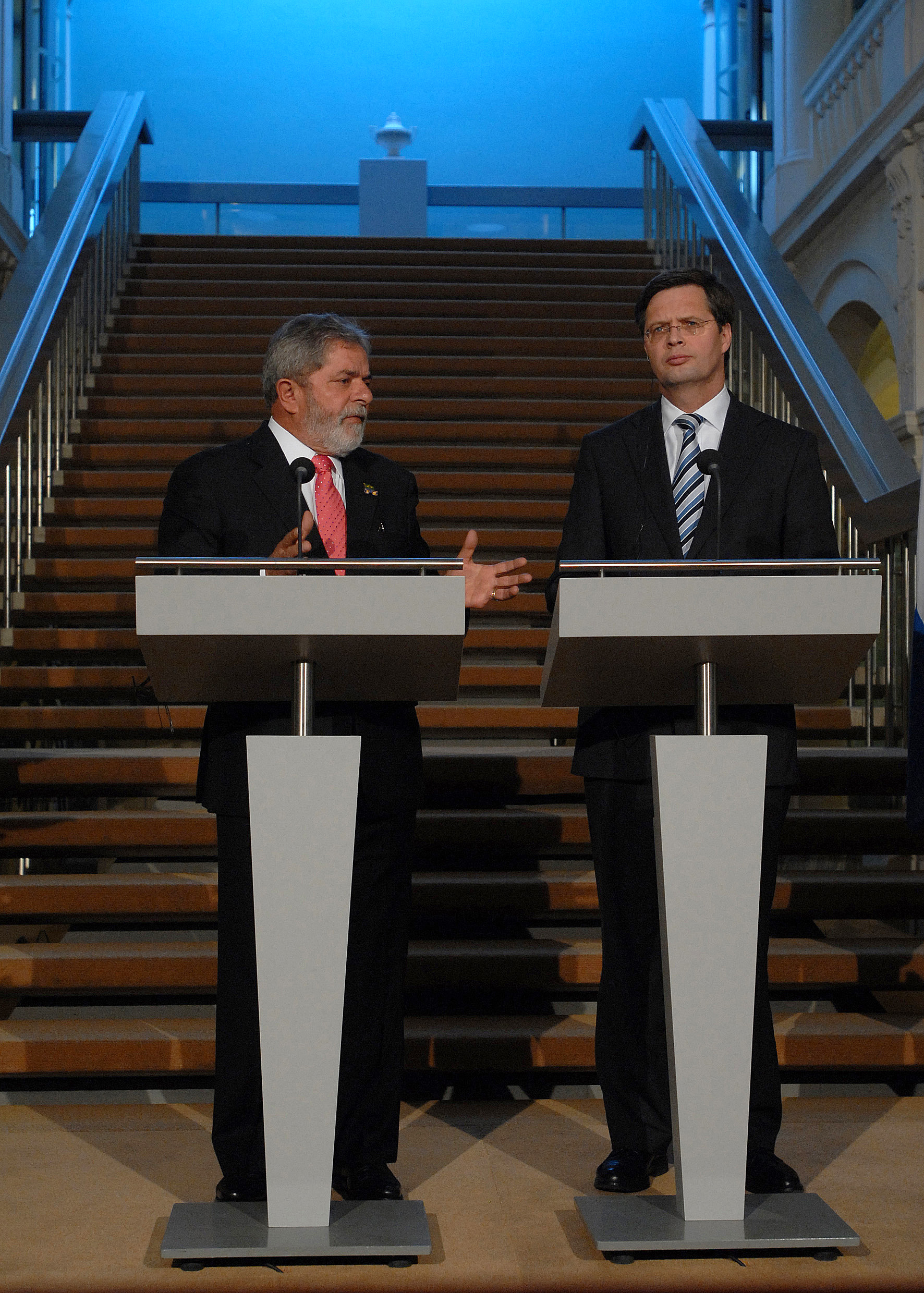
Na tiskové konferenci s brazilským prezidentem Lula da Silvou, 2008

30. června 2006 nejmenší koaliční partner D66 odešel z druhé koaliční vlády na protest proti způsobu imigrační politiky ministryně Rity Verdonkové, jak si počínala v krizi ohledně naturaliace nizozemské členky parlamentu, muslimky původem ze Somálska Ayaan Hirsi Aliové. Premiér podal demisi a byly vyhlášeny předčasné volby. O týden později došlo k představení jeho třetí vlády. Jednalo se o menšinový kabinet partnerů CDA a VVD, který dovedl zemi k předčasným volbám 22. listopadu 2006.

#### Čtvrtá Balkenendova vláda
Předchozím koaličním partnerům se ve volbách 2006 příliš nevedlo. VVD získala ve stopadesátičlenné dolní komoře 22 křesel (3. místo) a D66 jen tři křesla. Balkenende si ve straně udržel dominantní postavení a se zlepšující se ekonomickou situací země jeho CDA volby vyhrála, když obsadila 41 míst v druhé komoře. Její největší rival, sociálnědemokratická Strana práce (Partij ven de Arbeid; PvdA) skončila druhá se ziskem 33 křesel. S cílem vytvořit většinovou vládu, přistoupil Balkenende na koalici právě se Stranou práce a ortodoxní protestantskou Křesťanskou unií (ChristenUnie; CU), která disponovala 6 poslanci. Premiér byl jmenován královnou Beatrix 9. února 2007, celá vláda pak 22. února.
20. února 2010 se nizozemská koaliční vláda rozpadla kvůli sporům o prodloužení nizozemské vojenské mise v Afghánistánu. Balkende oznámil, že chce znovu kandidovat za Křesťansko demokratickou výzvu (CDA) v předčasných volbách Dolní Komory (Tweede Kamer) nizozemské poslanecké sněmovny.

## Vyznamenání
- komtur Řádu Leopolda – Belgie, 8. července 2016
- velkokříž Řádu Jižního kříže – Brazílie
- společník Řádu ghanské hvězdy – Ghana
- velkokříž Řádu Bernarda O'Higginse – Chile
- velkostuha Řádu nezávislosti – Jordánsko
- velkokříž Řádu za zásluhy Lucemburského velkoknížectví – Lucembursko
- velký záslužný kříž s hvězdou a šerpou Záslužného řádu Spolkové republiky Německo – Německo
- důstojník Řádu Oranžsko-nasavského – Nizozemsko, 1998
- velkodůstojník Řádu Oranžsko-nasavského – Nizozemsko, 23. listopadu 2010
- velkokříž Řádu za zásluhy Polské republiky – Polsko, 29. srpna 2012[1]
- komtur velkokříže Řádu polární hvězdy – Švédsko